# Scaphioides hoffi
Espèce
Synonymes
- Stenoonops hoffi Chickering, 1969

Scaphioides hoffi est une espèce d'araignées aranéomorphes de la famille des Oonopidae.

## Distribution
Cette espèce est endémique de Jamaïque.

## Description
Le mâle mesure 1,11 mm et la femelle 1,25 mm.

## Publication originale
- Chickering, 1969 : The genus Stenoonops (Araneae, Oonopidae) in Panama and the West Indies. Breviora, vol. 339, p. 1-35 (texte intégral).